# Mai 1797

## Événements

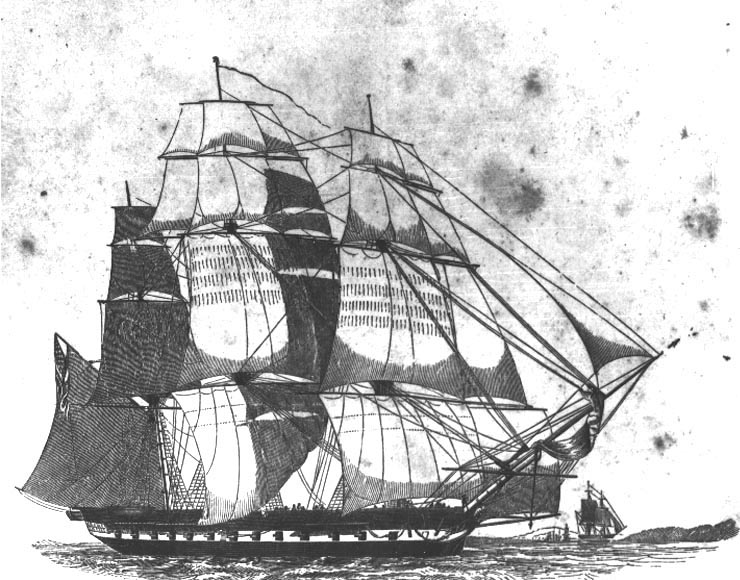
L'USS United States.

- 1er mai : profitant du massacre de prisonniers français à Vérone, Bonaparte déclare la guerre à Venise [1].

- 3 mai : Bank Restriction Act, qui suspend la convertibilité-or des billets de la Banque d'Angleterre [2].

- 4 mai (23 avril du calendrier julien) : la noblesse est privée de son droit de présenter des doléances collectives au souverain, au Sénat et aux gouverneurs des provinces[3].

- 10 mai, États-Unis : la frégate USS United States est lancée. C'est le premier vaisseau de guerre de l'United States Navy.

- 12 mai : Bonaparte prend Venise. Sous sa pression, le Grand Conseil vote l’abolition des institutions de la république de Venise. Le peuple se soulève mais l’insurrection est réprimée. Un gouvernement démocratique provisoire est instauré le 16 mai[4].

- 24 mai : le navigateur britannique James Wilson découvre les Îles Gambier en Polynésie française[5].

- 26 mai, Grande-Bretagne : le radical lord Charles Grey propose de supprimer les bourgs pourris et de raccourcir le mandat des communes[6].

- 27 mai, France (8 prairial an V) : exécution de Gracchus Babeuf.

## Naissances
- 2 mai : Abraham Gesner (mort en 1864), médecin et géologue canadien.
- 30 mai : Karl Friedrich Naumann (mort en 1873), géologue allemand.

## Décès
- 17 mai : Michel-Jean Sedaine, auteur dramatique (1719-1797), qui popularisa l’Opéra-comique en France.
- 27 mai : Babeuf, Gracchus (François-Noël dit) (1760-1797).